# مدرسة الجامعة العبرية

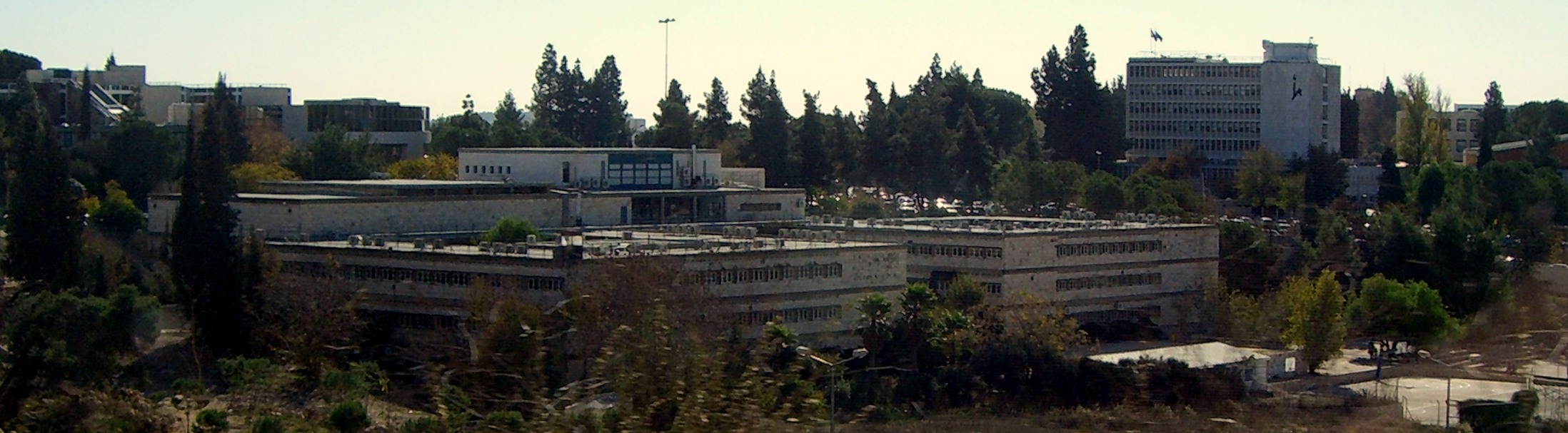
الثانوية من جهة الشمال

مدرسة الجامعة العبرية (بالعبرية: התיכון ליד האוניברסיטה وباختصار ליד"ה – ليادا) هي مدرسة إعدادية وثانوية خاصة جزئيًا تقع عند حرم الجامعة العبرية في القدس في غفعات رام. وتعتبر هذه المدرسة ذات مقام في إسرائيل جراء شروط القبول العالية وجراء خريجيها المشهورين.

## تأريخ

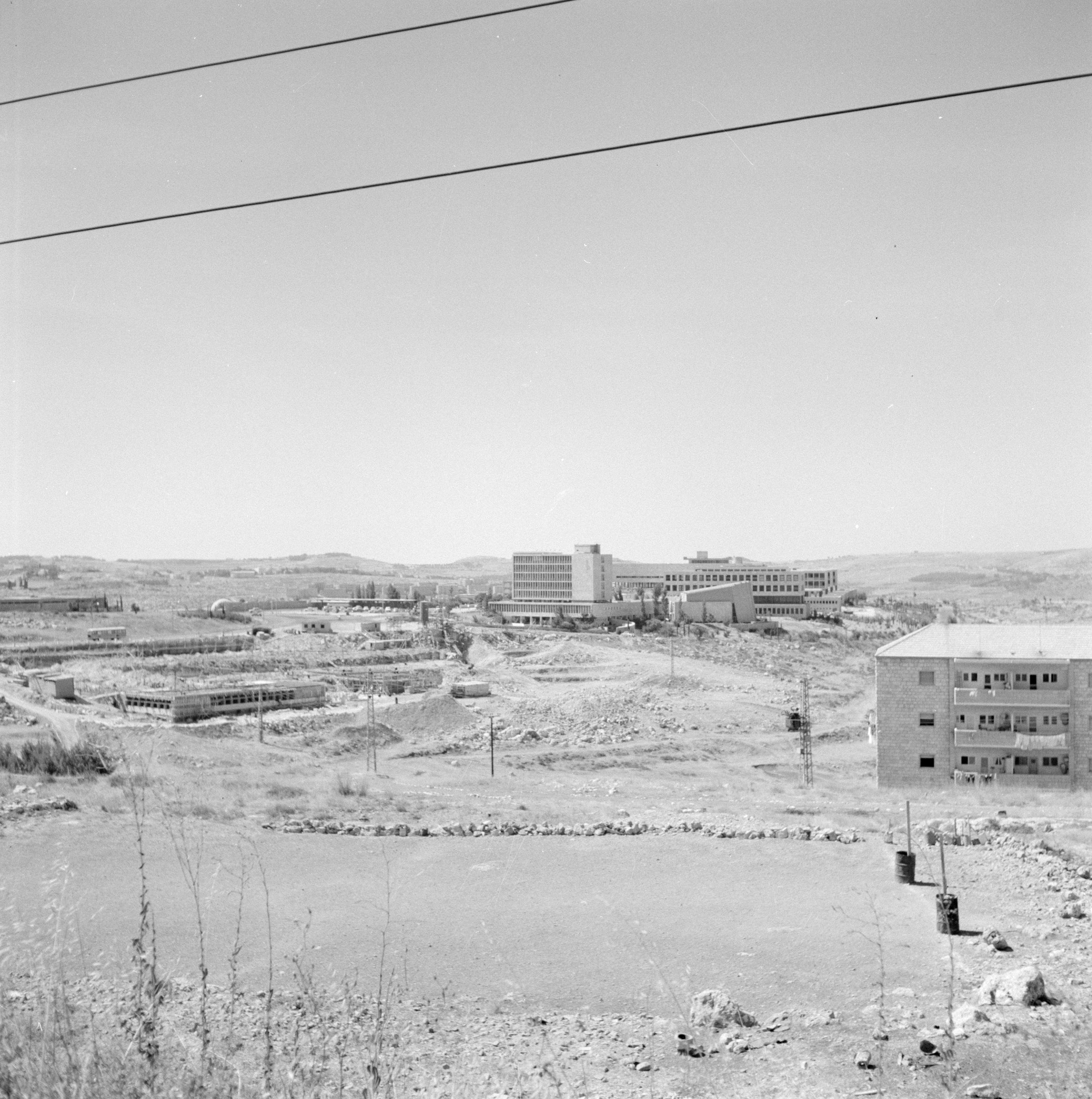
حرم الجامعة العبرية في القدس

تأسست الثانوية عام 1935 تحت الاسم ثانوية بيت هكيرم في نطاق مبادرة لدائرة التعليم من الجامعة العبرية وبدعم اللجنة الوطنية ودار المعلمين العبرية. وكانت الثانوية ملكية مشتركة للجامعة العبرية ولدار المعلمين التي أمدت المبنى بالمدرسة الجديدة في حي بيت هكيرم.
وخلال الانتداب البريطاني على فلسطين ارتبطت الثانوية بالجامعة وثيقًا فكان مدير المدرسة رئيس دائرة التعليم من الجامعة.
وكان الهدف الأصلي للثانوية المساعدة في تأهيل المعلمين. لذلك شاهد طلاب من الجامعة الدروس في المدرسة كما اختبروا التعليم الفعلي.
في 20 تشرين الثاني 2007 خلال إضراب نقابة المعلمين الثانويين سجلت المدرسة رقم قياسي غينيسي لأكبر درس ازدحامًا حيث ازدحم 244 تلميذًا في صف مساحته 30 م2 ودرسوا دروس من الفلسفة اليهودية والأدب. ونظم هذه العملية مجلس الطلاب في المدرسة احتجاجًا على رفض الحكومة إنقاص عدد التلاميذ العالي في الصفوف في إسرائيل.

## وصلات خارجية
- موقع المدرسة